# Juan Francisco Pacheco
Juan Francisco Pacheco Téllez Girón, książę de Uceda (ur. 8 czerwca 1649 w Madrycie, zm. 25 sierpnia 1718) – hiszpański arystokrata i dyplomata.
Od 1687 do 1696 był Wicekrólem Sycylii, a w latach 1699–1709 ambasadorem w Rzymie. W latach 1711–1713 był posłem Karola III, króla Hiszpanii do Republiki Genui. Następnie był skarbnikiem Rady Hiszpańskiej w Wiedniu.
Jego krewny Juan Manuel Fernández Pacheco był wicekrólem Sycylii (1701–1702).

## Literatura
- Florencio Huerta García, El duque de Uceda, don Juan Francisco Pacheco Téllez Girón: un político entre dos siglos, Archivo hispalense: Revista histórica, literaria y artística, ISSN 0210-4067, Tomo 86-87, Nº 261-266, 2003‑2004, str. 57–76.